# Francesco Gallarati Scotti
Francesco Gallarati Scotti (Milano, 19 marzo 1751 – Milano, 30 marzo 1827) è stato un giurista, giudice e nobile italiano.
Il suo impegno personale per l'abolizione della pena di morte in Lombardia, lo pose come stretto collaboratore di Cesare Beccaria e come uno dei principali giuristi abolizionisti nella Milano della fine del XVIII secolo.

## Biografia

### I primi anni e gli studi
Figlio di Giovanni Battista, IV marchese di Cerano e I conte di Colturano, e di sua moglie, la nobildonna genovese Maria Teresa Spinola, Francesco nacque a Milano il 19 marzo 1751.
In gioventù venne educato presso i gesuiti a Brera, ricevendo un'educazione prettamente umanistica, pur non disdegnando di occuparsi anche di scienze e di matematica. Successivamente frequentò l'Università degli Studi di Pavia come alunno dell'Almo Collegio Borromeo, che lasciò poco dopo per seguire le Scuole Palatine di Milano che da poco l'imperatrice Maria Teresa d'Austria aveva reso obbligatorie in frequenza per chi avesse voluto intraprendere la carriera nei pubblici uffici. In quest'ultimo istituto ebbe modo di seguire il corso di lettere tenuto da Giuseppe Parini (nel biennio 1768-70), quello di giurisprudenza criminale pratica di Cesare Lampugnani e quello di economia pubblica tenuto da Cesare Beccaria (nel biennio 1770-71). Quest'ultima esperienza col Beccaria lo segnerà profondamente, al punto che i quaderni del Gallarati con gli appunti sulle lezioni di Cesare Beccaria sono ancora oggi una delle poche testimonianze dirette delle lezioni da lui tenute e del suo pensiero.
Nel 1771 ottenne la laurea in utroque iure e nel 1773 venne ammesso, assieme al fratello Giovanni Filippo (futuro cardinale), alla frequentazione del Collegio dei giureconsulti di Milano, dove entrò con la presentazione del conte Arese Lucini, prestigioso membro dell'Accademia dei Trasformati. Nel 1772, intanto, Francesco venne nominato consigliere dell'opera pia dell'Ospedale Maggiore con l'incarico di sovrintendere la locale scuola della dottrina cristiana nonché di occuparsi delle cause giuridiche dell'istituto; con quest'ultimo incarico, nel 1774 venne nominato uditore generale delle proprietà e dei feudi in possesso del medesimo ospedale e di derimervi le eventuali questioni legali. Sempre nel 1774, venne nominato uditore presso il magistrato di sanità della città di Milano.

### L'impegno per la riforma della giustizia lombarda
Acquisì una notevole esperienza nel campo giuridico penale e dal 1774 divenne membro e poi priore della Congregazione dei Bianchi, una confraternita dedita all'assistenza spirituale dei carcerati presso le prigioni della Malastalla; con quest'ultimo incarico si assicurò l'ufficio di "protettore dei carcerati", un ruolo che corrispondeva a quello dell'odierno difensore pubblico che aveva il compito di visitare il carcere, raccogliere le istanze ed i bisogni dei carcerati, sollecitare lo svolgimento dei processi, inoltrare le domande di grazia al governo.. La nuova realtà di cui venne a conoscenza, lo rese sempre più affine agli ideali del suo maestro, Cesare Beccaria, col quale si impegnò sempre più per la riforma del sistema giudiziario lombardo.
Per quanto le finalità fossero le medesime, tra il Gallarati Scotti ed il Beccaria vi erano delle differenze sostanziali di metodo: se infatti entrambi auspicavano l'abolizione della pena di morte, Francesco la propugnava su posizioni più simili a quelle di Paolo Risi, professore alle Scuole Palatine, il quale la richiedeva non sulla base delle teorie contrattualiste, bensì avendo come unico principio il diritto naturale, il pensiero dei padri della chiesa, con una connotazione quindi più religiosa.
Nel triennio 1776-1778, lasciò l'incarico di protettore dei carcerati per divenire avvocato dei poveri a Milano, venendo promosso poi all'incarico di pro-vicario di provvisione dal 1779 ed infine raggiungendo il grado di vicario l'anno successivo. Fu inoltre uditore generale della milizia urbana di Milano per il biennio 1780-1781 e vicario di giustizia per il triennio 1782-1784. Quando Giuseppe II del Sacro Romano Impero pubblicò anche in Lombardia il nuovo codice penale riformato nel 1785, venne chiamato al ruolo di consigliere del tribunale d'appello, dove esercitò anche la carica di giudice. Con questa carica, tornò ancora una volta ad occuparsi della situazione delle carceri di Lodi, Codogno, Pizzighettone, Busto Arsizio e di altre città lombarde, redigendo delle relazioni sul grado di applicazione del nuovo codice giuseppino. Propose anche personalmente delle riforme al sovrano, come ad esempio l'istituzione di apposite infermerie in tutte le case circondariali, la separazione dei condannati a seconda dei delitti commessi per evitare problematiche di ordine interno, una maggiore libertà concessa agli ergastolani (che sino ad allora erano condannati alle catene), maggiore aerazione e pulizia per gli ambienti delle carceri e quindi, in buona sostanza, un'umanizzazione delle pene.

#### La "commissione criminale" e il dibattito sulla pena di morte
Quando salì al trono Leopoldo II del Sacro Romano Impero questi, il primo al mondo ad abolire la pena di morte quando ancora si trovava alla reggenza del Granducato di Toscana, chiamò il Gallarati Scotti a far parte di una commissione per un'ulteriore riforma del Codice giuseppino. La fiducia che Leopoldo II manifestò a Francesco Gallarati Scotti venne ben ripagata e nel 1791 egli venne posto, nuovamente assieme al Beccaria ed al Risi, nella "commissione criminale" del medesimo organismo, per poi essere nominato consigliere del Supremo tribunale di Giustizia della Lombardia austriaca.
La commissione si concentrò prevalentemente sul tema della pena di morte che divideva apertamente il panorama dei giuristi milanesi: la maggioranza degli studiosi di diritto e dei giurisperiti, infatti, era favorevole ad una riforma della pena di morte con una sua applicazione più morbida, mentre la minoranza (che era composta tra gli altri appunto dal Beccaria, dal Gallarati e dal Risi) chiedeva che essa fosse del tutto abolita e sostituita piuttosto con l'ergastolo, con la concessione di mantenerla solo in caso di cospirazione contro lo stato.
Il lavoro della commissione si basava essenzialmente sulle teorie esposte del Beccaria nel suo saggio, dove il giurista milanese chiedeva esplicitamente da tempo l'abolizione totale della pena di morte, richiamandosi ad esempi recentemente approvati dalle amministrazioni austriache come appunto nel caso del codice penale toscano. Una delle ragioni più forte addotte dalla "commissione criminale" per addurre la pena di morte era la sua irreparabilità: la pena infatti non era revocabile in caso di errore giudiziario e spesso, era accaduto, che si rischiasse di condannare a morte un innocente.
Malgrado gli ottimi intenti, la "commissione criminale" non addivenne ad un risultato concreto sia per le discordanze tra i membri della stessa, sia per l'improvvisa morte dell'imperatore Leopoldo II (1792) e sia per lo sviluppo degli avvenimenti in Europa successivi alla Rivoluzione Francese.

### Gli ultimi anni
Anche dopo la morte del Beccaria nel 1794, il Gallarati Scotti continuò a propugnare la battaglia per la riforma del codice penale e l'abolizione della pena di morte. A differenza della maggior parte dei membri conservatori del patriziato milanese e contro le pressioni della sua stessa famiglia, decise di aderire alla Repubblica Cisalpina, conservando così per tutto il triennio giacobino il proprio incarico come consigliere del Supremo tribunale di Giustizia, missione che fu in grado di mantenere anche al breve ritorno degli austriaci nel 1799.
Alla proclamazione della Repubblica Italiana nel 1802, decise di ritirarsi dalla vita pubblica, anche su suggerimento del fratello cardinale Giovanni Filippo, divenuto nel frattempo maestro di camera di papa Pio VII. Dal governo ottenne una pensione che gli venne poi confermata anche durante la Restaurazione dal governo austriaco.
Morì a Milano il 30 marzo 1827 e venne sepolto nella tomba di famiglia a Cerano, nel novarese.

## Ascendenza
|                                                            |                                                   |                                                                      | Genitori                                                        |  |  | Nonni |  |  | Bisnonni                                         |  |  | Trisnonni                              |  |
|                                                            |                                                   |                                                                      |                                                                 |  |  |       |  |  | Giovanni Tommaso Gallarati, V marchese di Cerano |  |  | Carlo Gallarati, IV marchese di Cerano |  |
|                                                            |                                                   |                                                                      |                                                                 |  |  |       |  |  | Giovanni Tommaso Gallarati, V marchese di Cerano |  |  | Carlo Gallarati, IV marchese di Cerano |  |
|                                                            |                                                   | Antonia Taverna                                                      |                                                                 |  |  |       |  |  | Giovanni Tommaso Gallarati, V marchese di Cerano |  |  |                                        |  |
| Carlo Giuseppe Gallarati, VI marchese di Cerano            |                                                   |                                                                      |                                                                 |  |  |       |  |  | Giovanni Tommaso Gallarati, V marchese di Cerano |  |  |                                        |  |
|                                                            |                                                   | Lucrezia Archinto                                                    | Carlo Archinto, I conte di Tainate                              |  |  |       |  |  |                                                  |  |  |                                        |  |
|                                                            |                                                   | Lucrezia Archinto                                                    | Carlo Archinto, I conte di Tainate                              |  |  |       |  |  |                                                  |  |  |                                        |  |
|                                                            |                                                   | Lucrezia Archinto                                                    | Caterina Arese                                                  |  |  |       |  |  |                                                  |  |  |                                        |  |
| Giovanni Battista Gallarati Scotti, VII marchese di Cerano |                                                   | Lucrezia Archinto                                                    |                                                                 |  |  |       |  |  |                                                  |  |  |                                        |  |
|                                                            |                                                   | Giovanni Battista Ghislieri, II marchese di Sommo                    | Pio Lodovico Ghislieri, I marchese di Sommo                     |  |  |       |  |  |                                                  |  |  |                                        |  |
|                                                            |                                                   | Giovanni Battista Ghislieri, II marchese di Sommo                    | Pio Lodovico Ghislieri, I marchese di Sommo                     |  |  |       |  |  |                                                  |  |  |                                        |  |
|                                                            |                                                   | Giovanni Battista Ghislieri, II marchese di Sommo                    | Isabella Corti                                                  |  |  |       |  |  |                                                  |  |  |                                        |  |
| Anna Ghislieri                                             |                                                   | Giovanni Battista Ghislieri, II marchese di Sommo                    |                                                                 |  |  |       |  |  |                                                  |  |  |                                        |  |
|                                                            |                                                   | Camilla Campeggi                                                     | Ercole Campeggi                                                 |  |  |       |  |  |                                                  |  |  |                                        |  |
|                                                            |                                                   | Camilla Campeggi                                                     | Ercole Campeggi                                                 |  |  |       |  |  |                                                  |  |  |                                        |  |
|                                                            |                                                   | Camilla Campeggi                                                     | Agnese de Ayzaga                                                |  |  |       |  |  |                                                  |  |  |                                        |  |
| Francesco Gallarati Scotti                                 |                                                   | Camilla Campeggi                                                     |                                                                 |  |  |       |  |  |                                                  |  |  |                                        |  |
|                                                            | Francesco Maria Spinola, III principe di Molfetta | Giovanni Filippo Spinola, II duca di San Pietro in Galatina          |                                                                 |  |  |       |  |  |                                                  |  |  |                                        |  |
|                                                            | Francesco Maria Spinola, III principe di Molfetta | Giovanni Filippo Spinola, II duca di San Pietro in Galatina          |                                                                 |  |  |       |  |  |                                                  |  |  |                                        |  |
|                                                            | Francesco Maria Spinola, III principe di Molfetta | Veronica Spinola, II principessa di Molfetta                         |                                                                 |  |  |       |  |  |                                                  |  |  |                                        |  |
| Giovanni Filippo Spinola, IV principe di Molfetta          | Francesco Maria Spinola, III principe di Molfetta |                                                                      |                                                                 |  |  |       |  |  |                                                  |  |  |                                        |  |
|                                                            |                                                   | Isabella Spinola                                                     | Paolo Vincenzo Spinola, III duca di San Severino e Sesto        |  |  |       |  |  |                                                  |  |  |                                        |  |
|                                                            |                                                   | Isabella Spinola                                                     | Paolo Vincenzo Spinola, III duca di San Severino e Sesto        |  |  |       |  |  |                                                  |  |  |                                        |  |
|                                                            |                                                   | Isabella Spinola                                                     | Anna Colonna di Paliano                                         |  |  |       |  |  |                                                  |  |  |                                        |  |
| Maria Teresa Spinola                                       |                                                   | Isabella Spinola                                                     |                                                                 |  |  |       |  |  |                                                  |  |  |                                        |  |
|                                                            |                                                   | Juan José Jeronimo de Contreras y Villavicencio, II conte di Alcudia | Pablo de Contreras Fernandez de Miñano, I conte di Alcudia      |  |  |       |  |  |                                                  |  |  |                                        |  |
|                                                            |                                                   | Juan José Jeronimo de Contreras y Villavicencio, II conte di Alcudia | Pablo de Contreras Fernandez de Miñano, I conte di Alcudia      |  |  |       |  |  |                                                  |  |  |                                        |  |
|                                                            |                                                   | Juan José Jeronimo de Contreras y Villavicencio, II conte di Alcudia | Luisa Ignacia de Villavicencio Estopiñán y Negrón               |  |  |       |  |  |                                                  |  |  |                                        |  |
| Maria Isabel Torquata de Contreras y Toledo                |                                                   | Juan José Jeronimo de Contreras y Villavicencio, II conte di Alcudia |                                                                 |  |  |       |  |  |                                                  |  |  |                                        |  |
|                                                            |                                                   | Josefa Gonzalez de Andia Irarrazabal y Alvarez de Toledo             | Francisco de Andía-Irarrázaval Zárate, I marchese di Valparaíso |  |  |       |  |  |                                                  |  |  |                                        |  |
|                                                            |                                                   | Josefa Gonzalez de Andia Irarrazabal y Alvarez de Toledo             | Francisco de Andía-Irarrázaval Zárate, I marchese di Valparaíso |  |  |       |  |  |                                                  |  |  |                                        |  |
|                                                            |                                                   | Josefa Gonzalez de Andia Irarrazabal y Alvarez de Toledo             | Blanca Henríquez de Toledo                                      |  |  |       |  |  |                                                  |  |  |                                        |  |
|                                                            |                                                   | Josefa Gonzalez de Andia Irarrazabal y Alvarez de Toledo             |                                                                 |  |  |       |  |  |                                                  |  |  |                                        |  |